# 瓦尔德马尔·卡尔庞纳尔
瓦尔德马尔·卡尔庞纳尔（英語：Geldemar Carpenel，?—1101年9月7日），世系不考。他曾为达尔瓜尔、海法领主，在1101年的第一次拉姆拉战争中战死。

## 生平
第一次十字军东征时，瓦尔德马尔加入了雷蒙德的部队。在十字军拿下耶路撒冷后雷蒙德四世将瓦尔德马尔指派到雅法，他在那里取得了海法的统治权并与戈弗雷四世结为好友。海法在当时被坦克里德所占据，由于被戈弗雷所激怒，他在戈弗雷死后就将瓦尔德马尔驱逐出境。因此瓦尔德马尔不得不转移到位于希伯仑的圣亚伯拉罕城堡生活。
耶路撒冷的新任国王鲍德温一世登基后，恢复了瓦尔德马尔为海法的领主，但是海法在15个月后会归于坦克里德。当时瓦尔德马尔是众多支持达戈贝特升为耶路撒冷的拉丁牧首的男爵之一，然而在戈弗雷逝世时他随前任牧首保护大卫塔以确保鲍德温一世可以顺利继承王位，同时反对了达戈贝特想要使耶路撒冷以神权治国的愿景。
1101年9月，耶路撒冷与法蒂玛王朝之间爆发了第一次拉姆拉战争，瓦尔德马尔做为十字军先锋，在交战中战死。而他的逝世也使得海法正式回归于坦克里德，直到1103年之前被宣称是瓦尔德马尔亲戚的罗哈德一世拿回领主头衔。

### 书目
- A Database of Crusaders to the Holy Land, 1095-1149 (on-line)
- Runciman, Steven, A History of the Crusades, Volume One: The First Crusade and the Foundation of the Kingdom of Jerusalem, Cambridge University Press, London, 1951
- Barber, Malcolm, The Crusader States, Yale University Press, New Haven, 2012 (available on Google Books)

### 脚注
1. ↑  .   [2018-06-01]. （原始内容存档于2017-02-02）.
2. ↑  .   [2018-06-01]. （原始内容存档于2017-08-31）.
3. ↑  Runciman, Steven. . : 313.
4. ↑  Runciman, Steven. . : 316.
5. ↑  Robinson, Edward. .
6. ↑  Thomas Asbridge. . Simon & Schuster.   [2018-06-01]. ISBN 978-1-84983-688-3. （原始内容存档于2019-02-04）.